# Söragyl
Söragyl är en sjö i Karlshamns kommun i Blekinge och ingår i Bräkneån-Mieåns kustområde.